# FIFA 97
FIFA 97 (conosciuto anche come FIFA Soccer 97) è un videogioco di calcio sviluppato da EA Canada e pubblicato da EA Sports il 31 ottobre 1996. È il quarto capitolo della serie FIFA. In questo gioco si possono selezionare 2 tipi di campo: all'aperto (cioè classica partita 11 contro 11) oppure al coperto (calcetto, 6 contro 6).

## Testimonial sulle copertine
I testimonial del gioco sono:
- per il mercato europeo: David Ginola
- per il mercato Asiatico e delle Americhe: Bebeto

## Campionati
In FIFA 97 sono presenti in tutto 265 squadre che si suddividono in:
- - 11 campionati. Essi sono:
  -  Campeonato Brasileiro Série A
  -  Division 1
  -  Fußball-Bundesliga
  -  FA Premier League
  -  Serie A
  -  M-League
  -  Eredivisie
  -  Scottish Premier Division
  -  Primera División
  -  American Professional Soccer League
  -  Allsvenskan
- 64 squadre nazionali
- 8 team fittizi (All Stars africano, All Stars asiatico, All Stars europeo, All Stars inglese, All Stars italiano, All Stars mondiale, All Stars olandese, All Stars spagnolo)